# Козлов Михайло Віталійович
Миха́йло Віта́лійович Козло́в (26 листопада 1985, Миколаїв — 24 вересня 2014, Старогнатівка) — старший солдат Збройних сил України, учасник російсько-української війни.

## Життєвий шлях
Народився 1985 року в місті Миколаїв. Закінчив миколаївську ЗОШ № 46, біблійний коледж у місті Першотравенськ. Мешкав у Запоріжжі, займався створенням реабілітаційного центру у протестантській церкві.
Призваний за мобілізацією 7 серпня 2014-го, старший навідник гранатометного взводу 2-го механізованого батальйону, 72-га окрема механізована бригада.
24 вересня 2014-го близько 18:35 зазнав смертельних поранень внаслідок спрацювання вибухового пристрою, встановленого невідомими особами на стежці, розташованій приблизно за 2 км північніше села Старогнатівка, коли слідував для виконання бойового завдання в секреті.
Похований на Миколаївському міському цвинтарі.
Без Михайла лишились батьки, сестра, племінниця, бабуся, двоюрідний брат.

## Нагороди та вшанування
За особисту мужність і героїзм, виявлені у захисті державного суверенітету та територіальної цілісності України, вірність військовій присязі під час російсько-української війни, відзначений — нагороджений
- 16 січня 2016 року — орденом «За мужність» III ступеня (посмертно)[1]
- 28 березня 2016-го в Миколаєві у музеї ЗОШ № 46 відкрито меморіальну дошку Михайлу Козлову
- Його портрет розміщений на меморіалі «Стіна пам'яті полеглих за Україну» у Києві: секція 4, ряд 8, місце 24
- Вшановується 23 вересня на щоденному ранковому церемоніалі вшанування українських захисників, які загинули цього дня в різні роки внаслідок російської збройної агресії[2]